# Kengo Tanaka
Kengo Tanaka (田中 謙吾 Tanaka Kengo?, Kanagawa, 30 de diciembre de 1989) es un exfutbolista japonés que jugaba como guardameta.

## Trayectoria

### Clubes
| Club                   | País  | Año       |
| ---------------------- | ----- | --------- |
| A. C. Nagano Parceiro  | Japón | 2012-2018 |
| Matsumoto Yamaga F. C. | Japón | 2019-2020 |
| A. C. Nagano Parceiro  | Japón | 2021      |
| Iwaki F. C.            | Japón | 2022-2024 |